# Reibersdorf (Schwindegg)
Reibersdorf ist ein Gemeindeteil der Gemeinde Schwindegg im oberbayerischen Landkreis Mühldorf am Inn. 

## Geographie
Das Kirchdorf liegt 3 km südlich von Schwindegg nahe der Bundesautobahn 94. Es liegt 53 km östlich von München, 80 km westlich von Salzburg, 46 km nördlich von Rosenheim und 34 km südlich von Landshut. 

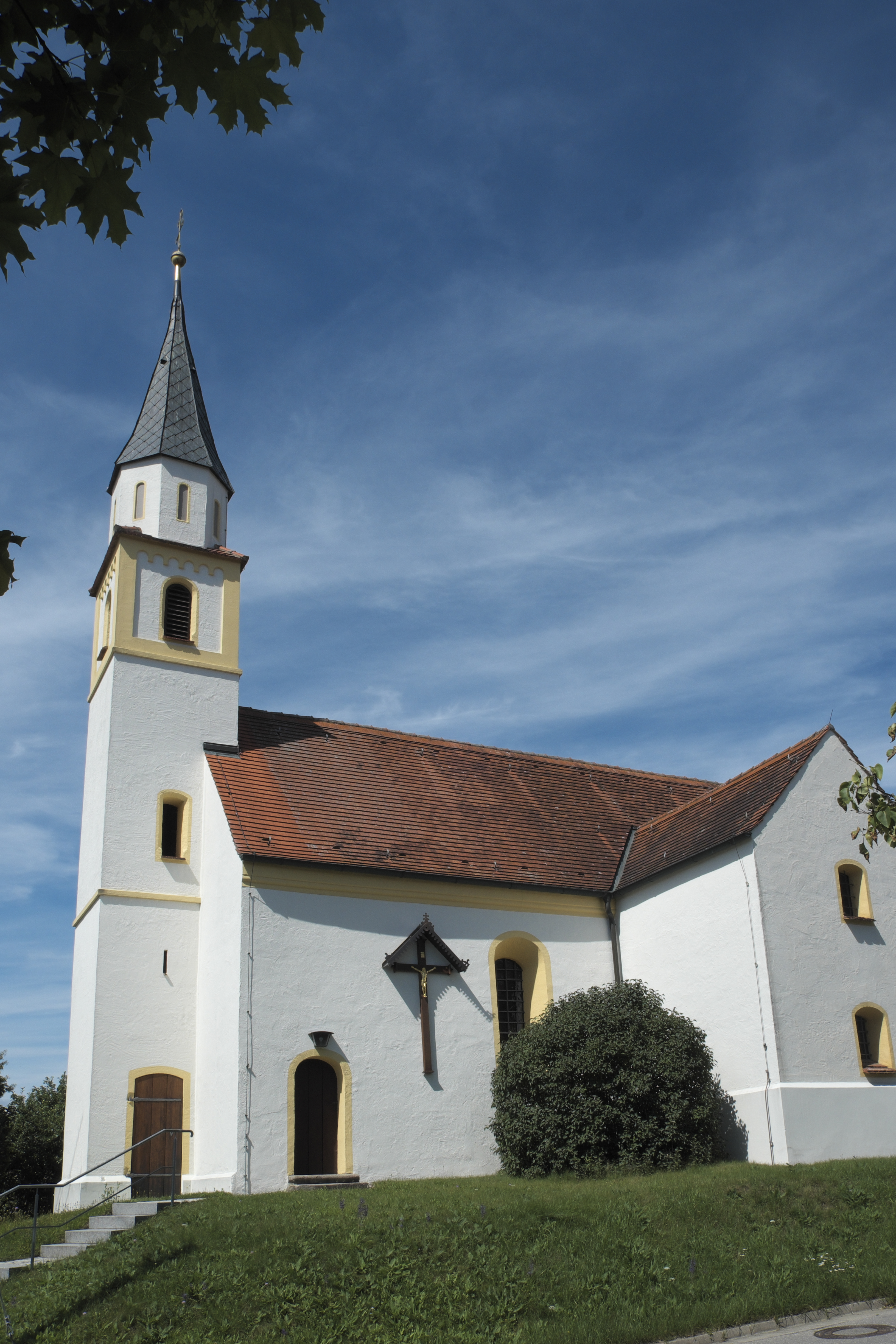
Reibersdorf: Filialkirche St. Nikolaus

## Geschichte
Der Ort Reibersdorf dürfte bereits vor der Jahrtausendwende besiedelt gewesen sein. Die katholische Filialkirche St. Nikolaus ist ein kleiner spätromanischer Saalbau wohl aus dem 13. Jahrhundert mit eingezogenem netzgewölbten Chor. Er wurde im 14. und 15. Jahrhundert verändert. Das Innere ziert ein Rokokoaltar. Der Westturm wurde um 1850 errichtet. Reibersdorf kam mit dem bayerischen Gemeindeedikt von 1818 zur Gemeinde Schwindegg.